# Giuseppe Pisano
Giuseppe Pisano (* 26. April 1988 in Düsseldorf) ist ein ehemaliger deutsch-italienischer Fußballspieler.

## Karriere
Pisano begann seine Karriere bei Fortuna Düsseldorf und spielte von 2005 bis 2007 für die Jugendmannschaften des FC Schalke 04, mit der er 2006 deutscher A-Jugend-Meister wurde. Nachdem er in den vorangegangenen Spielzeiten bereits zu einigen Einsätzen in der zweiten Mannschaft des FC Schalke 04 gekommen war, gehörte der Stürmer in der Saison 2007/08 fest zu deren Kader. In dieser Saison qualifizierte man sich für die neue Regionalliga West, jedoch verließ Pisano den Verein und spielte für den spanischen Drittligisten SE Ibiza-Eivissa. Nach einem Jahr kehrte er nach Deutschland zurück und schloss sich der zweiten Mannschaft von Borussia Mönchengladbach an. Für den Borussen-Nachwuchs erzielte er in 31 Regionalligaspielen sechs Treffer und empfahl sich damit für eine Verpflichtung durch den Drittligaaufsteiger 1. FC Saarbrücken. Dort unterschrieb er einen Zweijahresvertrag und gab am 23. Juli 2010 sein Profidebüt, als er beim Spiel gegen Kickers Offenbach eingewechselt wurde. Nach einem guten ersten Jahr und acht Toren in 27 Spielen erlitt er in der Rückrunde 2011/12 einen Innen- und Außenbandriss und verpasste den Rest der Saison.
Zur Saison 2012/13 wechselte Pisano zurück in die Regionalliga West zu Borussia Mönchengladbach II. Nach seinem Aufenthalt bei Gladbach II zog es ihn zu Rot-Weiß Oberhausen, wo er 2020 seine Karriere beendete.